# Kyjevská přečerpávací elektrárna
Kyjevská přečerpávací elektrárna (ukrajinsky Киϊвська ГАЕС, rusky Киевская ГАЭС) je vodní dílo na řece Dněpr na Ukrajině. Byla vybudována jako první přečerpávací elektrárna v Sovětském svazu spolu s výstavbou Kyjevské vodní elektrárny.             

## Všeobecné informace
Rozsáhlá říční síť s vodnatými toky byla důvodem malého zájmu sovětských stavitelů o budování přečerpávacích energetických systémů. První výkonná přečerpávací elektrárna tak byla zprovozněna až v roce 1970 (v Česku 1930). Charakteristická vlastnost Dněpru na středním úseku – vyvýšený pravý břeh a soustředění technických i personálních zdrojů při výstavbě Kyjevské průtokové elektrárny, byly ideální příležitostí pro vybudování vodního díla nového typu. 
Přečerpávací elektrárna se nachází nad hrází Kyjevské vodní elektrárny a Kyjevská přehradní nádrž tvoří dolní hladinu systému. Zdrojem pracovního průtoku je nádrž o délce 1,4 km, ploše 0,66 km2 a pracovním objemu 3,7 milionu m3. Hloubka nádrže určující tlakové rozpětí je 6,7 m. 
Spojení mezi hladinami zajišťuje šest potrubí o průměru 3,8 m. Tři vodní cesty navazují na reverzibilní a tři na jednocestné Francisovy turbíny. Čerpací výkon je 137 MW a plnění horní nádrže trvá 6 hodin. Generátorový výkon elektrárny je 234,5 MW. Pracovní spád se pohybuje od 67 do 73 m.
Průměrná roční výroba je 235 milionu kWh, roční spotřeba na čerpání 323 mega kWh.
První práce na přečerpávací vodní elektrárně začaly v roce 1963, v roce 1970 byl zprovozněn první reverzibilní systém, v roce 1972 elektrárna dosáhla plného výkonu.
Na základně zkušeností s provozem Kyjevské přečerpávací elektrárny byl vytvořen projekt Kanivské přečerpávací elektrárny, která je v roce 2019 ve fázi výstavby.